# Bundesminister für besondere Aufgaben

Wappen der Bundesrepublik Deutschland

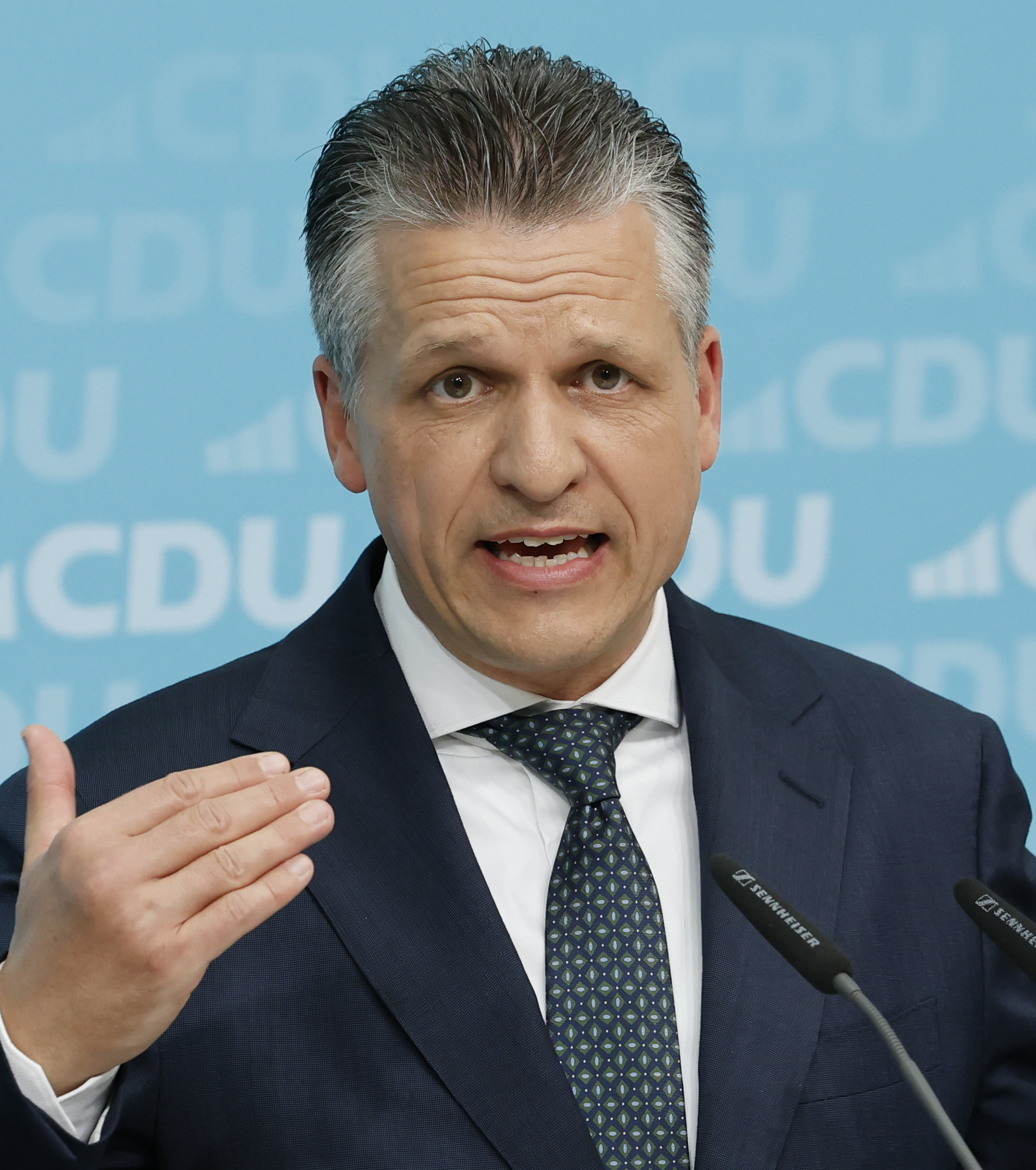
Thorsten Frei (CDU), amtierender Bundesminister für besondere Aufgaben

Bundesminister für besondere Aufgaben ist in Deutschland der Titel für Minister ohne Geschäftsbereich. Die Bundesminister werden nach Bedarf eingesetzt und haben ministeriale Pensionsansprüche. Dieses Amt können mehrere Personen gleichzeitig innehaben oder es kann Zeiten ohne solche Minister geben. Häufig ist der Chef des Bundeskanzleramtes gleichzeitig Bundesminister für besondere Aufgaben. Seit 1953 gab es bislang 24 dieser Funktionsträger. Aktueller Amtsinhaber im Kabinett Merz ist Thorsten Frei von der CDU.
Bisher einmal wurde für einen Bundesminister für besondere Aufgaben ein eigenes Ressort geschaffen: Am 13. Juli 1964 wurde Heinrich Krone Bundesminister für Angelegenheiten des Bundesverteidigungsrates.
Mit der Wiedervereinigung beider deutscher Staaten am 3. Oktober 1990 wurden auch vier Regierungsmitglieder sowie die Volkskammerpräsidentin
Sabine Bergmann-Pohl (zuletzt Staatsoberhaupt) der DDR als Bundesminister für besondere Aufgaben in das Kabinett übernommen. Sie amtierten mit einer Ausnahme bis zum Januar 1991.
| Grund / Aufgabengebiet                                                            | Name                 | Beginn | Ende      | Partei |
| --------------------------------------------------------------------------------- | -------------------- | ------ | --------- | ------ |
|                                                                                   | Franz Josef Strauß   | 1953   | 1955      | CSU    |
| vertrat das Kabinett im Ältestenrat des Deutschen Bundestags                      | Robert Tillmanns     | 1953   | 1955      | CDU    |
| zuständig für Wasserwirtschaft                                                    | Waldemar Kraft       | 1953   | 1956      | GB/BHE |
| zuständig für Mittelstand                                                         | Hermann Schäfer      | 1953   | 1956      | FDP    |
| Fragen des Bundesverteidigungsrates (ab 1964 Vorsitzender)                        | Heinrich Krone       | 1961   | 1964      | CDU    |
| Bundesminister im Bundeskanzleramt                                                | Egon Bahr            | 1972   | 1974      | SPD    |
| Minister für Angelegenheiten des Vizekanzlers                                     | Werner Maihofer      | 1972   | 1974      | FDP    |
| Regierungssprecher und Chef des Presse- und Informationsamtes der Bundesregierung | Hans Klein           | 1989   | 1990      | CSU    |
| infolge der deutschen Wiedervereinigung                                           | Lothar de Maizière   | 1990   | 1990      | CDU    |
| infolge der deutschen Wiedervereinigung                                           | Sabine Bergmann-Pohl | 1990   | 1991      | CDU    |
| infolge der deutschen Wiedervereinigung                                           | Günther Krause       | 1990   | 1991      | CDU    |
| infolge der deutschen Wiedervereinigung                                           | Rainer Ortleb        | 1990   | 1991      | FDP    |
| infolge der deutschen Wiedervereinigung                                           | Hansjoachim Walther  | 1990   | 1991      | DSU    |
| Chef des Bundeskanzleramts                                                        | Ludger Westrick      | 1964   | 1966      | CDU    |
| Chef des Bundeskanzleramts                                                        | Horst Ehmke          | 1969   | 1972      | SPD    |
| Chef des Bundeskanzleramts                                                        | Wolfgang Schäuble    | 1984   | 1989      | CDU    |
| Chef des Bundeskanzleramts                                                        | Rudolf Seiters       | 1989   | 1991      | CDU    |
| Chef des Bundeskanzleramts                                                        | Friedrich Bohl       | 1991   | 1998      | CDU    |
| Chef des Bundeskanzleramts                                                        | Bodo Hombach         | 1998   | 1999      | SPD    |
| Chef des Bundeskanzleramts                                                        | Thomas de Maizière   | 2005   | 2009      | CDU    |
| Chef des Bundeskanzleramts                                                        | Ronald Pofalla       | 2009   | 2013      | CDU    |
| Chef des Bundeskanzleramts                                                        | Peter Altmaier       | 2013   | 2018      | CDU    |
| Chef des Bundeskanzleramts                                                        | Helge Braun          | 2018   | 2021      | CDU    |
| Chef des Bundeskanzleramts                                                        | Wolfgang Schmidt     | 2021   | 2025      | SPD    |
| Chef des Bundeskanzleramts                                                        | Thorsten Frei        | 2025   | amtierend | CDU    |